# Gonomyia (Leiponeura) biensis
Gonomyia (Leiponeura) biensis is een tweevleugelige uit de familie steltmuggen (Limoniidae). De soort komt voor in het Australaziatisch gebied.